# Diana Mary Helen Weicker
Diana Mary Helen Ford Weicker (Neil’s Harbour, 1989. május 26. –) kanadai női szabadfogású birkózó. A 2018-as birkózó-világbajnokságon bronzérmet nyert 53 kg-os súlycsoportban, szabadfogásban. A 2018-as Nemzetközösségi Játékokon aranyérmet szerzett 53 kg-os súlycsoportban.

## Sportpályafutása
A 2018-as birkózó-világbajnokságon az 53 kg-osok súlycsoportjában megrendezett bronzmérkőzés során a kazah Zsuldz Eszimova volt ellenfele, akit 3–2-re legyőzött.